# Gorenje Mokro Polje
Gorenje Mokro Polje je naselje v Občini Šentjernej.